# 美洲历史

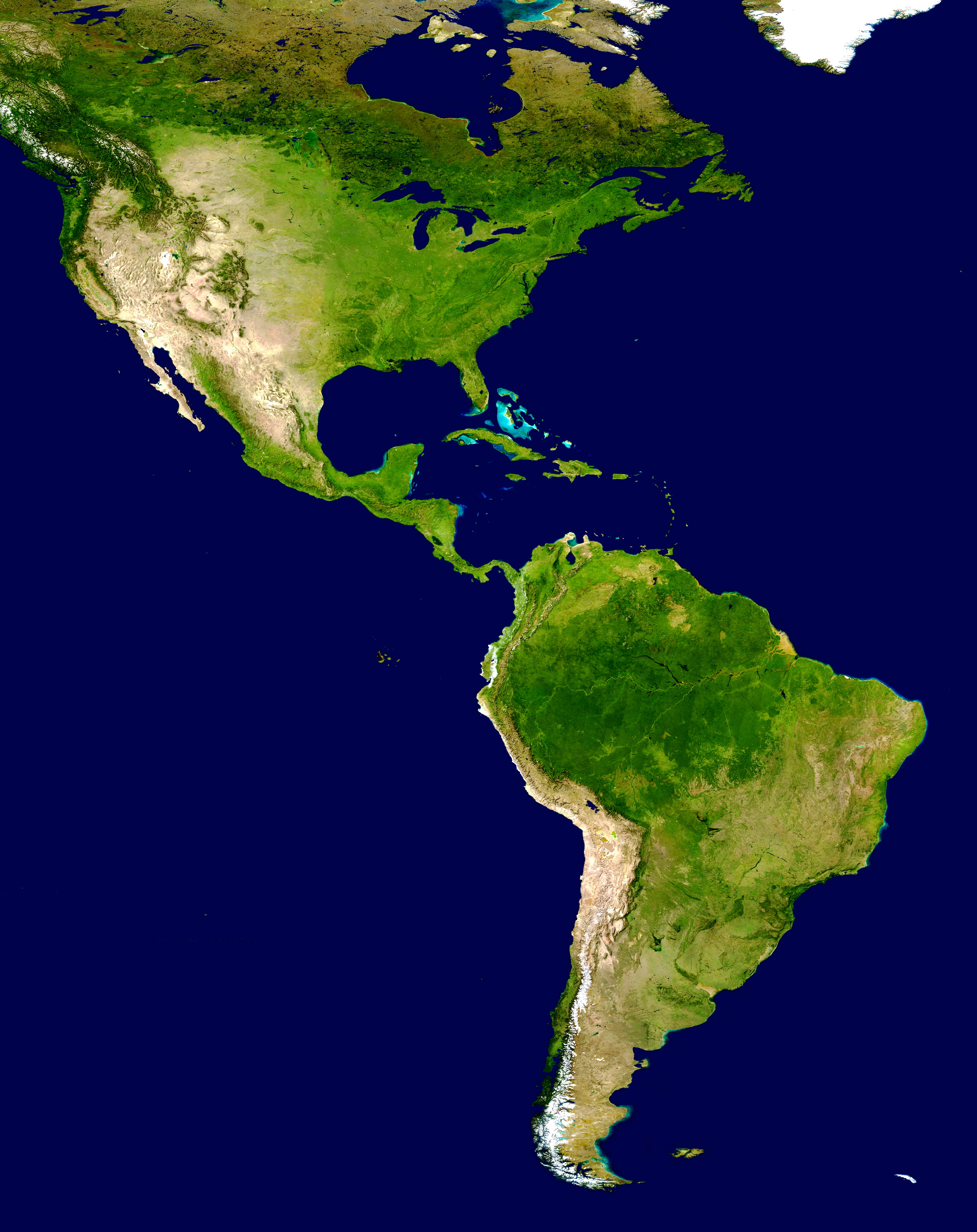
美洲

美洲历史始于人类在冰河时期的高峰期从亚洲迁移到美洲大陆。大众普遍认为，在10世纪莱夫·埃里克松带领欧洲人从冰岛来到美洲，和1492年克里斯托弗·哥伦布发现新大陆的航行之前，美洲上的定居者相较于“旧大陆”的人们是孤立的。此观点在很长一段时间内保持主流地位，但最近的遗传学和人类学证据表明，在欧洲入侵者到来之前，美洲原住民与波利尼西亚和东南亚族群的接触尽管并不频繁，但也有一定的规律性。文化和语言的交流、驯化的作物和牲畜、秘鲁东部和安第斯文化的DNA分析以及一些被认为是大洋洲和波利尼西亚水手的永久定居点的地方都证明了这一点。人类学家还认为，美洲原住民与西非、中国、甚至一些早期欧洲文化，可能都和美洲文明产生过接触，尽管这些说法基本上没有得到支持。
今天美洲原住民的祖先是古印地安人，他们是迁移到北美的狩猎采集者。最被普遍接受的观点称，迁移来的古印地安人是通过白令陆桥来到美洲的，现在这里是被海水覆盖的白令海峡。石器时代的人追随野牛、猛犸象（现已灭绝）和驯鹿等巨型动物，因此获得了“大型动物猎人” 的绰号。人类部落也可能沿着北太平洋海岸的冰架或冰片进入北美洲。
原住民在定居后发展成文明。在中部美洲、安第斯山脉和密西西比等地区，原住民文明逐渐发展。这些文化一般比旧大陆的文化发展要慢。被认为发展程度较高的文明包括：萨波特克文明、托尔特克文明、奥尔梅克文明、玛雅文明、阿兹特克文明、米斯特克文明、托托纳克文明、特奧蒂瓦坎文明、瓦斯蒂克文明、普雷佩查文明、伊萨帕文明、印加文明、小北文明、蒂亚瓦纳科文化、奇穆文明、莫切文明、穆伊斯卡文明、查文文化、帕拉卡斯文化、纳斯卡文明、卡霍基亚文明、密西西比文明、普韦布洛文明、马萨特克文明。
1492年哥伦布航行之后，西班牙和后来的葡萄牙、英国、法国和荷兰的殖民探险队来到了新大陆，征服并定居在被发现的土地上，这导致了美洲文化和自然景观的转变。西班牙殖民了从今天的美国西南部、佛罗里达和加勒比地区到南美洲南端的大部分美洲地区。葡萄牙殖民者在主要是今天的巴西定居，而英国在美国东海岸以及北太平洋海岸和加拿大大部分地区建立了殖民地。法国殖民者在魁北克和加拿大东部其他地区定居，并声称拥有在今天的美国中部的一个地区。荷兰殖民者在新尼德兰建立了行政中心新阿姆斯特丹（现纽约）、一些加勒比海岛屿和南美洲北部的部分地区定居。
欧洲对美洲的殖民导致了新的文化、文明和国家的崛起，这些都是美洲原住民、欧洲和非洲传统、民族和制度融合的结果。殖民地的开拓对美洲文化的改变在建筑、宗教、美食、艺术，特别是语言方面十分明显，其中分布范围最广的是西班牙语，其次是英语和葡萄牙语。
殖民时期大约持续了三个世纪，从16世纪初到19世纪初，巴西和较大的西班牙语美洲国家宣布独立。1776年，美国从英国独立。1867年加拿大联邦化，使其成为了自治领，并在1931年获得了法律上的独立。其他国家直到19世纪末仍与它们的欧洲母国保持联系，如古巴和波多黎各直到1898年仍与西班牙保持联系。较小的殖民地，如圭亚那在20世纪中期获得独立，而某些加勒比海岛屿和法属圭亚那至今仍是欧洲国家的一部分。

## 前哥倫布時期

### 迁徙美洲大陆
古印第安人迁移到美洲和整个美洲的具体细节，包括确切的日期和路线，都在不断研究和讨论中。传统的理论认为，这些早期移民在大约4万-1.7万年前进入西伯利亚东部和今天的阿拉斯加之间的白令海峡陆桥，当时由于第四纪冰川运动，海平面大大降低。这些人被认为是跟随现已灭绝的更新世巨型动物群，沿着延伸在劳伦特冰原和科迪勒拉冰原之间的无冰走廊。另一条路线是，他们或步行或使用原始船只，沿着太平洋西北海岸迁移到南美洲。后者的证据在最后一次冰期上升了100米的海平面后被掩没。
考古学家认为，古印第安人从白令陆桥（阿拉斯加东部）迁徙出来的时间范围是距今4万年至约1.65万年。这个时间范围是一个争论的焦点。迄今为止取得的少数共识是起源于中亚，在最后一个冰川期结束时，或更具体地说，在目前之前约16,000-13,000年的所谓晚期冰川期最大值期间，广泛地居住在美洲。

早期人类迁徙主要路径图（数字代表智人迁徙距今年份）
█ 直立人 █ 尼安德特人 █ 智人

2007年，Fagundes在《美国人类遗传学杂志》上发表的一篇文章指出“我们通过使用86个完整的线粒体基因组，表明所有美洲原住民的单倍群，包括X单倍群（mtDNA），都是单一创始人口的一部分”“最终导致了整个美洲大陆人口的迁移”。白令海峡地区的美洲印第安人群体与西伯利亚民族的DNA或线粒体DNA关系也许最强烈。美洲印第安人原住民群体的遗传多样性随着与假定进入美洲的距离而增加。某些从西到东的遗传多样性模式表明，特别是在南美洲，迁移首先从西海岸进行，然后向东迁移。遗传学家有不同的估计，亚洲和美洲的人民在42000年至21000年前属于同一个族群。
新的研究阐明了美国原住民的创始人口，表明他们的祖先可以追溯到直接从西伯利亚迁移到北美的东亚和西方欧亚人。2013年《自然》杂志上的一项研究报告称，在西伯利亚Mal'ta一个24000年前的小男孩遗体中发现的DNA表明，多达三分之一的美国原住民的祖先可能可以追溯到西部欧亚人，他们可能 “在24000年前的分布比通常认为的更偏向东北方” Kelly Graf教授称，“我们的发现在两个层面上具有重要意义。首先，它表明旧石器时代上部的西伯利亚人来自于一个从非洲传播到欧洲和中亚及南亚的早期现代人的世界性群体。第二，具有现代美洲原住民非典型表型特征的古印第安人骨骼可以被解释为与旧石器时代早期的西伯利亚有直接的历史联系”。通过白令海峡的路线被认为比索卢特人的假说更有可能。
2014年10月3日，发现北美最古老的人类居住地DNA证据的俄勒冈山洞被列入国家历史遗迹名录。该DNA被放射性碳测定为14300年前，是在俄勒冈州中南部佩斯利五里角洞穴中发现的人类桡骨化石。

### 石器时期
在公元前8000年以前的石器时期或古印第安人时期，是人类栖居在美洲的第一个阶段，涵盖了晚更新世时代。这个时期的名称来自于石片石器的出现。石器，特别是掷射体和刮削器，是美洲最早的已知人类活动的主要证据。考古学家和人类学家用石器剥片对文化时期进行分类。

### 远古时期
自首次迁徙以来的数千年后，随着狩猎采集者定居到半农业社区，出现了首批复杂的文明。在公元前6000年左右的所谓远古时代中期，开始出现可识别的定居定居点。在整个远古时期，可以发现一些特定的文化，并很容易对其进行分类。
在远古时代晚期，秘鲁中北部沿海地区出现了一个复杂的文明，被称为小北文明。它是已知美洲最古老的文明，也是古代文明独立和本土起源的文明摇篮之一，兴盛于公元前30至18世纪。它比中美洲奥尔梅克文明早近两千年。在那尔迈统治下的埃及王国统一之后，小北文明与埃及同时代，并出现了最早的埃及象形文字。
包括土质平台和下沉式广场在内的大型建筑，被确认是小北文明的产物。根据考古证据表明，小北文明使用纺织技术并崇拜共同的图腾。据推测，管理该地区的可能是神权形式的政府。然而，关于其组织结构仍有许多疑问。按照考古术语，小北文明应该属于远古时代晚期的前陶器文化，但它似乎缺少陶器和艺术品。

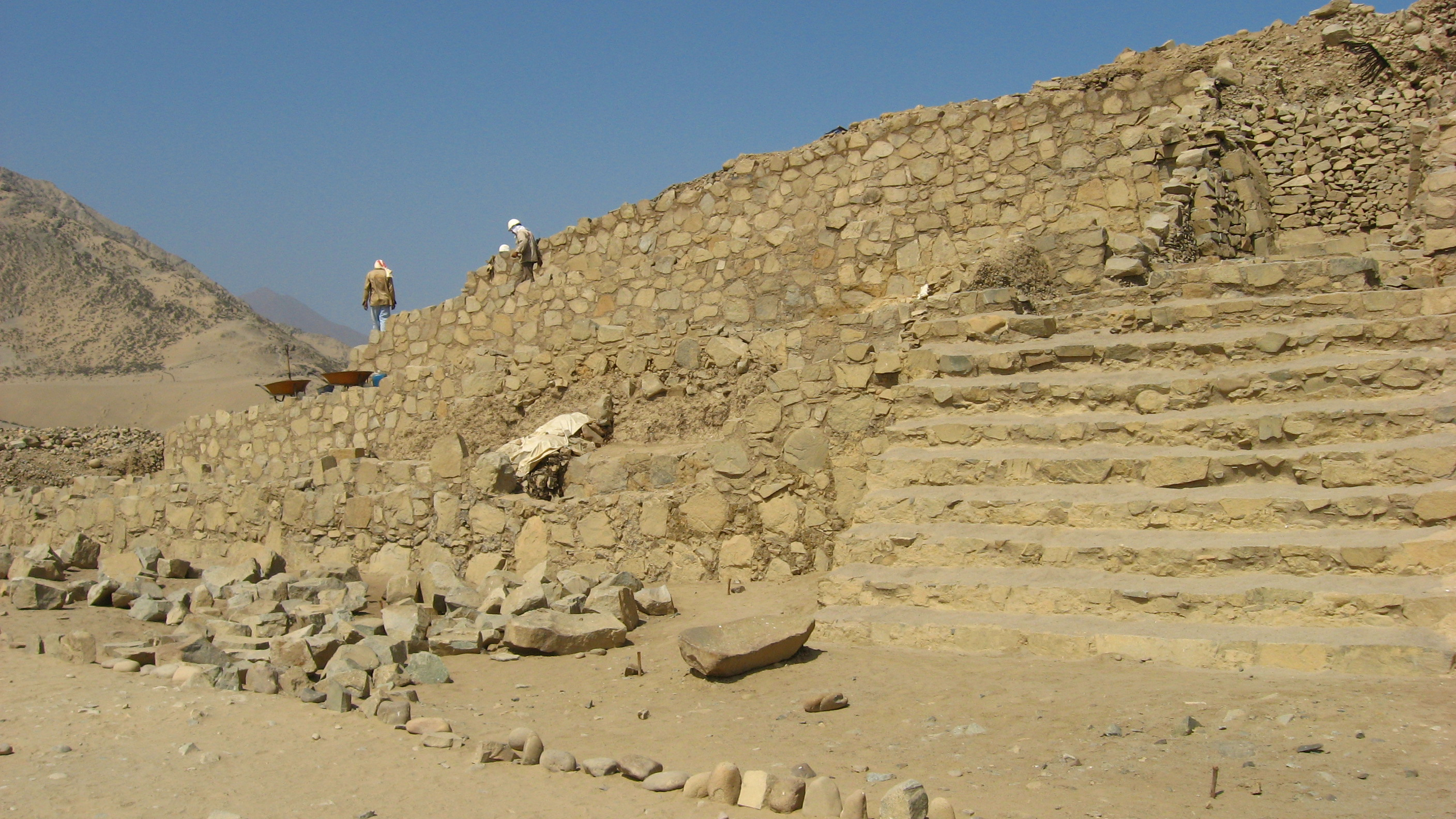
位于干旱的苏佩山谷的卡拉尔寺庙，距离太平洋海岸约 20 公里

学术界一直在争论海洋资源在多大程度上造就了小北文化的繁荣，以及这些资源在沿海遗址和内陆遗址之间的关系。海产品在小北文明的饮食中的地位一直是学者们争论的话题。1973年，迈克尔·E·莫斯利（Michael E. Moseley）在考察小北文明的阿斯佩罗地区时认为，海洋资源型经济是小北文明早期繁荣的基础。这一理论后来被称为“安第斯的海洋基础”，它与学术界的普遍共识相左，即文明的产生是集约型谷物农业的结果，正如非洲东北部的埃及文明和亚洲西南部的两河文明的出现一样。
虽然早期的研究指出卡拉尔地区有可食用的家生植物，如南瓜、豆类、蛋黄果、番石榴、冰淇淋豆和红薯，但是乔纳森·哈斯和他的同事们在著作中又将鳄梨、姜芋和玉米列入了该地区消费的食物清单。在2013年，哈斯及其同事们报告称，玉米是公元前3000年至公元前1800年期间人们饮食的主要组成部分。棉花是小北文明另一种广泛种植的作物，对渔网和纺织品的生产至关重要。哈斯指出了一种相互依赖的关系，“小北文明的居民需要鱼类资源来获取蛋白质，而渔民则需要棉花来制成渔网捕鱼”。
在2005年出版的《1491：前哥伦布时代美洲启示录》一书中，记者查尔斯·曼恩对当时的文献进行了调查，将“公元前3200年之前，也可能是公元前3500年之前的某个时间”作为小北文明形成的开始时间。他指出，位于福塔莱萨地区的瓦利坎加最初形成的可靠日期是公元前3500年，这是小北文明最早的城市。小北文明在公元前1800年左右开始衰落，因为在其南部、北部沿海地区和东部安第斯山脉地区出现了更强大的中心。

### 中美洲、疏林时代和密西西比文化

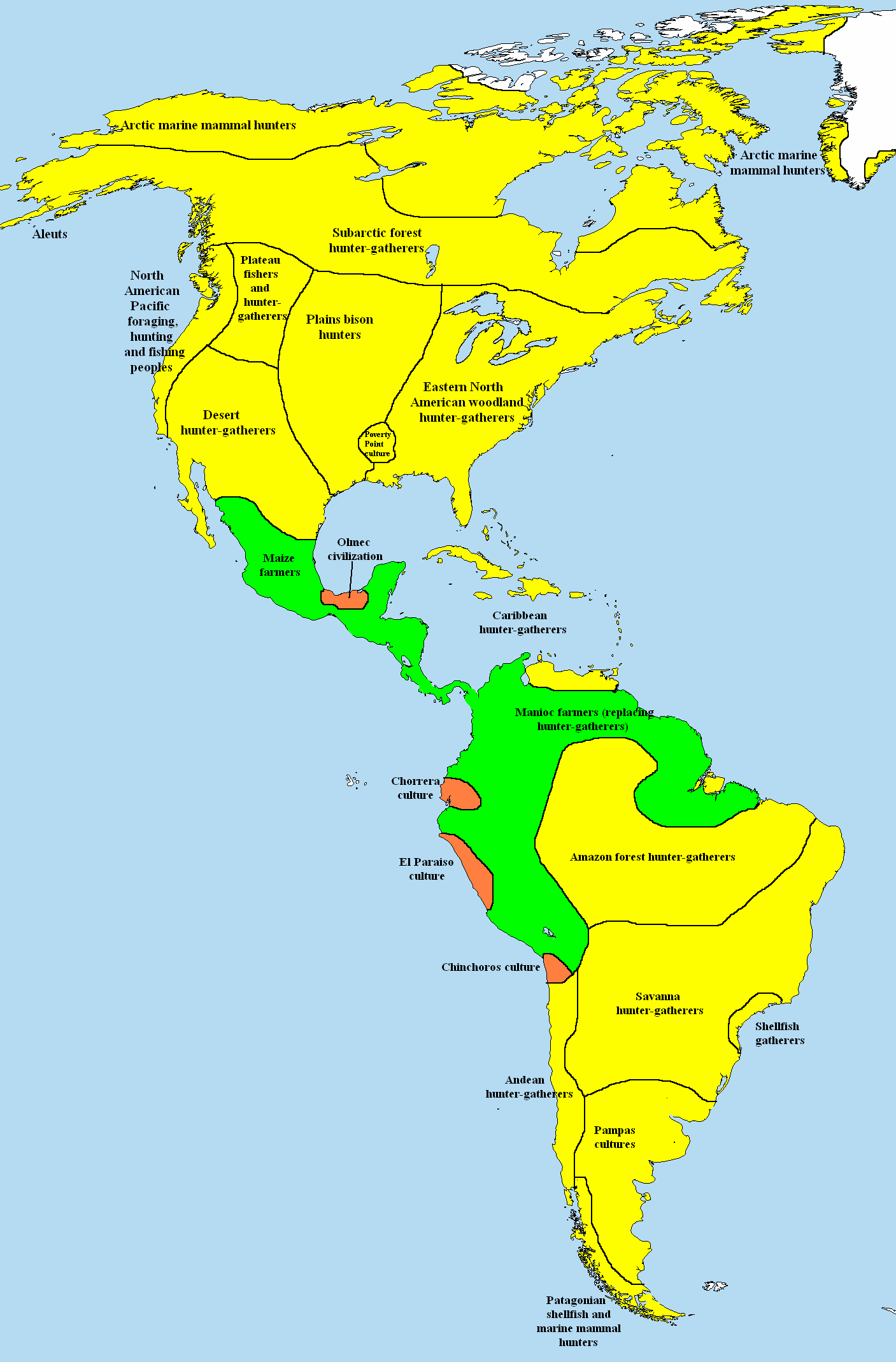
公元前1000年的美洲原住民生存方式分布简图
狩獵採集
农业社会
酋邦或文明

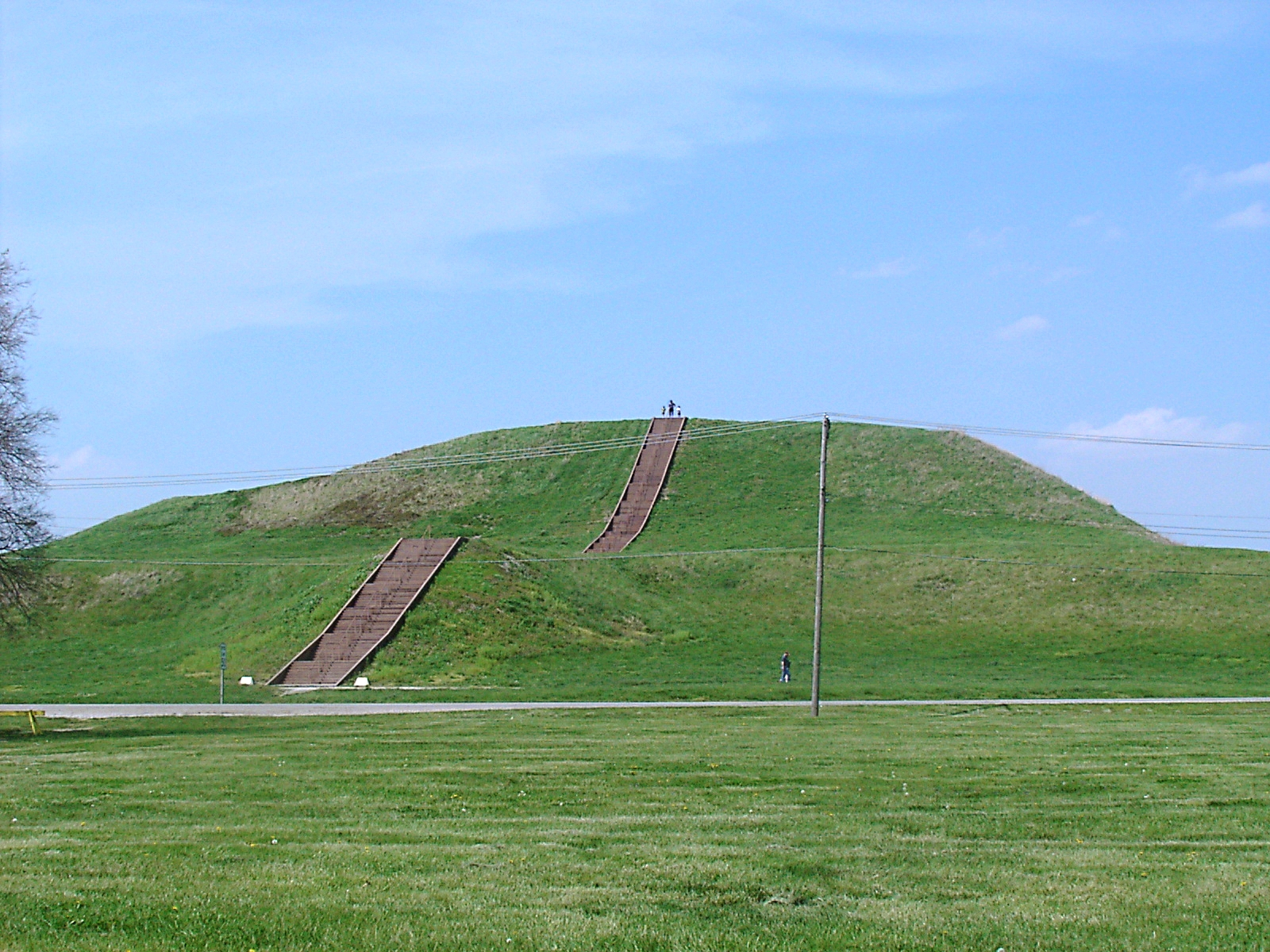
僧侣墩是密西西比文化土方建筑，位于伊利诺伊州科林斯维尔附近的卡霍基亚遗址。混凝土楼梯是现代的，但它是沿着原始木楼梯的大致走向修建的。

在小北文明衰落之后，西半球出现了众多复杂的文明和集权国家：安第斯地区有查文文化、纳斯卡文明、莫切文化、瓦里文明、基图、卡尼亚里斯、奇穆王国、帕查卡马克、蒂亚瓦纳科、艾马拉和印加帝国；中间区有穆伊斯卡、泰罗纳、米斯基托、惠塔尔和塔拉曼卡；加勒比地区有泰诺族；中美洲有奥尔梅克文明、玛雅文明、托尔特克、米斯特克、萨波特克文明、阿兹特克、普雷佩查帝国和尼科亚王国。
奥尔梅克文明是中美洲第一个文明，始于公元前1200年左右，结束于约公元前400年。中美洲被认为是全球六个独立自主发展的文明发源地之一。这个文明被视为中美洲其他文明的母文化。中美洲的历法、数字系统、文字和许多神祇都似乎起源于奥尔梅克。
农业很早就在中美洲有实践的迹象。玉米的驯化被认为开始于7500到12000年前。低地玉米种植的最早记录可以追溯到公元前5100年左右。农业与狩猎采集和捕鱼的生活方式混合延续了相当长一段时间，但到公元前2700年，中美洲人开始主要依靠玉米，并主要生活在村庄里。寺庙土丘和阶级也开始出现。到公元前1300至1200年，小型中心合并成了奥尔梅克文明，它类似于城邦，宗教和商业方面紧密相连。奥尔梅克城市拥有祭祀建筑群，包括土质或粘土金字塔、宫殿、石碑、水渠和有围墙的广场。第一个这样的中心是位于圣罗伦索，此中心直到公元前900年消失。拉文塔是最后一个大型的奥尔梅克中心。奥尔梅克工匠用玉石和粘土雕刻了美洲豹和人类雕像。被认为是奥尔梅克统治者的标志性巨型头像，矗立在各大城市。
奥尔梅克文明在公元前400年结束，主要城市圣罗伦索和拉文塔遭到毁坏和破坏。然而，它催生了许多其他国家，最著名的是玛雅文明，其第一个城市出现于公元前700-600年左右。奥尔梅克的影响在许多后来的中美洲文明中仍然存在。
阿兹特克、玛雅和印加的城市规模和组织程度与旧世界最大城市相当，阿兹特克帝国的首都特诺奇提特兰估计人口在20万到35万之间。当到欧洲人到达时，这座城市的市场被称为他们见过的最大市场。位于现代伊利诺伊州东圣路易斯附近的卡霍基亚，可能曾有人口超过2万。在12世纪到13世纪的巅峰时期，卡霍基亚可能是北美人口最稠密的城市。卡霍基亚的主要礼仪中心——僧侣墩，仍然是美洲前哥伦比时代最大的土方建筑。
这些文明也发展了农业，将玉米的穗从2-5厘米培育到可能有10-15厘米。马铃薯、番茄、豆类（绿豆）、南瓜、鳄梨和巧克力如今是最受欢迎的前哥伦布时期农业产品。这些文明没有发展大规模的牲畜养殖，因为适合的物种较少，虽然在安第斯山脉中，羊驼和骆马驯化为负重动物以及提供毛和肉源。到15世纪，从墨西哥引进的玉米开始在密西西比河流域种植。欧洲人的到来大大改变了农业发展的进程。

### 古典时期

#### 卡霍基亚
卡霍基亚是一个重要的地区酋邦，与其贸易和进贡的酋邦分布在五大湖沿岸到墨西哥湾的一系列地区。

##### 易洛魁联盟
易洛魁联盟，又名霍迪诺肖尼，位于今天的纽约州北部和西部，从 15 世纪中叶起就有了邦联模式。学者认为，易洛魁的文化对后来美国政府发展过程中的政治思想做出了贡献。他们的联盟制度是一种联邦制，不同于欧洲强大的中央集权君主制。
领导权仅限于由50位酋长组成的团体，每个酋长代表一个部落中的一个氏族；奥奈达人和莫霍克人各占九席；奥农达加人占十四席；卡尤加人占十席；塞尼卡人占八席。代表权并非基于人口数量，因为塞内卡部落的人数大大超过其他部落。当一位酋长去世时，他的继任者由部落中的年长女性与部落中的其他女性成员协商后选出；财产和世袭领导权由母系传承。决策不是通过投票表决，而是通过协商一致的方式做出，每个酋长都拥有理论上的否决权。奥农达加人是 “守火人”，负责提出需要讨论的话题，他们占据三面火堆的一面。与此同时，莫霍克人和塞内加人坐在火堆的一面，奥内达人和卡尤加人坐在火堆的第三面。
长距离贸易并没有阻止原住民之间的战争和流离失所，他们的口述历史讲述了多次迁徙到欧洲人遇到易洛魁的历史领地的故事。易洛魁人入侵并攻击了位于今肯塔基州俄亥俄河地区的部落，并占领了狩猎场。历史学家认为这些事件最早发生在13世纪或17世纪的河狸战争。
通过战争，易洛魁人驱使几个部落向西迁移到密西西比河以西的传统土地上。西迁的俄亥俄河流域部落包括欧塞奇族（Osage）、卡乌族（Kaw）、庞卡人（Ponca）和奥马哈人（Omaha）。到17世纪中叶，他们在自己的历史土地上重新定居下来，这些土地位于今天的堪萨斯州、内布拉斯加州、阿肯色州和俄克拉荷马州。奥萨奇人与讲卡尔多语的美洲原住民发生了战争，到18世纪中叶，奥萨奇人反过来取代了讲卡尔多语的美洲原住民，并统治了他们新的历史领地。

#### 绿洲美洲

##### 普韦布洛文明
普韦布洛人现在居住在美国西南部和墨西哥北部，他们的生活条件是像土坯结构的大型石头公寓。他们居住在亚利桑那州、新墨西哥州、犹他州、科罗拉多州以及可能的周边地区。

#### 干旱美洲

##### 奇奇梅克文明
奇奇梅克是阿兹特克人对居住在现代墨西哥北部的各种半游牧民族的统称，其含义与欧洲人所说的 “野蛮人”相同。西班牙人在称呼墨西哥北部的半游牧狩猎采集民族时，特别使用了这个带有贬义的名称。

#### 中部美洲文明

##### 奥尔梅克文明
奥尔梅克文明于公元前1200年左右在中美洲出现，公元前400年左右结束。奥尔梅克艺术和观念在其衰落后影响了周边的文化。该文明被认为是美洲第一个发展出文字系统的文明。奥尔梅克人因不明原因放弃城市后，玛雅人、萨波特克人和特奥蒂瓦坎人相继出现。

##### 普雷佩查文明
普雷佩查帝国，旧称塔拉斯卡王国，是墨西哥的原住民的古王国，疆域大致涵盖今日墨西哥的米却肯州、哈利斯科州和瓜那华托州部分领土。当西班牙人于16世纪到达中美洲时，按照面积和人口计算，普雷佩查是当地仅次于阿兹特克的第二大国。
普雷佩查建国于14世纪早期，于1530年被西班牙人征服。1543年被纳入新西班牙总督辖区米却肯辖区，“米却肯”（Michoacán）在阿兹特克纳瓦特尔语中意为“渔民之地”。和阿兹特克帝国一样，普雷佩查王国更像是一个大规模的朝贡体系，但集权程度较阿兹特克强。普雷佩查国家以建于帕茨夸罗湖湖畔的都城钦聪灿为中心。

##### 玛雅文明
玛雅文明的历史长达3000年，是一个集中于美洲中部的古代文明，主要分布在墨西哥的东南部、萨尔瓦多西部、以及整个危地马拉、伯利兹和洪都拉斯，因其原住民为玛雅人而得名。玛雅文明的技术基本处于新石器时代和铜石并用时代的水平，但在天文学、历法、数学、艺术、建筑及文字等方面却有极高成就。

##### 托尔特克文明
托尔特克文明是一个高度发展于约10世纪至12世纪中期的文明，它主要所在的地区今属墨西哥中部。它延续先前中部美洲的文明特征。阿兹特克继承该文明的特征，并视该文明伟大且繁荣，甚至宣称其源自该文明。

##### 特奥蒂瓦坎文明
特奥蒂瓦坎是一个曾经存在于今日墨西哥境内的古代美洲原住民文明，大致上起始于前200年，并且在750年时灭亡。既是一座城市，也是一个同名的帝国，其鼎盛时期在公元150至5世纪之间，覆盖了中美洲的大部分地区。

##### 阿兹特克文明
阿兹特克人是墨西哥的原住民，广义上包括在西班牙殖民者到来之前就居住在墨西哥谷地上的多个民族，狭义上专指使用纳瓦特尔语的民族，即纳瓦人。
阿兹特克人在 14 世纪左右开始建立自己的帝国，帝国由墨西加城邦特诺奇蒂特兰、阿科尔瓦城邦特斯科科以及特帕内克城邦特拉科潘组成，政治影响力深远，领土范围极盛时东抵墨西哥湾，西至太平洋，南达恰帕斯和危地马拉。但他们的文明被西班牙征服者突然终结。他们的首都特诺奇蒂特兰是有史以来最大的城市之一。

#### 南部美洲

##### 查文文化
根据估计和考古发现，查文人早在公元前900年（或晚于旧大陆）就建立了贸易网络并发展了农业。在现代秘鲁海拔3177米处一个名为 Chavín 的遗址中发现了相关的文物。查文文明从公元前900年延续到公元前300年。

##### 印加帝国
印加文明以伟大的城市库斯科为首都，从1438年到1533年一直统治着安第斯山脉地区。印加文化在克丘亚语中被称为 “Tawantinsuyu”，即 “四个地区的土地”，是一种非常独特和发达的文化。印加人的城市是在多层山地上用精确的石雕工艺建造的。梯田耕作是很有效的农业形式。有证据表明，印加文明中的金属工艺十分精湛，甚至成功地操作过颅骨穿孔术。

## 欧洲人的殖民
约公元1000年，维京人在纽芬兰建立了一个短暂的殖民地，这被认为是已知的最早到达美洲的欧洲人。1492年，西班牙资助的哥伦布开始了对美洲大陆的大规模探索，这一行动引发了欧洲对美洲的大规模掠夺和殖民活动。主要的欧洲殖民国家包括西班牙、葡萄牙、法国和英国。
在欧洲人发现美洲大陆后的几百年里，西班牙、葡萄牙、英格兰、法国、荷兰以及苏格兰的殖民者相继在新大陆上开展殖民活动。这些活动包括征服、与当地原住民发生冲突、占领原住民土地等。与此同时，欧洲人还将性病、天花等传染病传入美洲，并从非洲引入奴隶，这些因素都对原有的美洲文化和社会结构产生了深远的影响。西班牙主要在今日的佛罗里达、加勒比海地区和南美洲南端建立了殖民地；葡萄牙则主要在今天的巴西进行殖民；英格兰的殖民者主要在美国东海岸、北太平洋沿岸及加拿大建立了殖民地；法国则在魁北克、加拿大东部和今天美国中部的部分地区进行殖民；荷兰殖民者则在加勒比海的一些岛屿及南美洲北部的部分地区安居。
1776年，美国成为美洲大陆上第一个独立的国家。在19世纪10年代至30年代，原西班牙和葡萄牙的殖民地也相继实现独立。

### 殖民地时期
- 西班牙美洲殖民地（1492年）
- 新西班牙总督辖区（1535-1821年）
- 秘鲁总督辖区（1542-1824年）
- 西属西印度群岛
- 危地马拉总督领
- 英属美洲/十三殖民地（1584/1607-1776年）
- 法属圣多明各（1659-1804年）
- 丹麦西印度群岛
- 新尼德兰
- 新法兰西
- 委内瑞拉总督领
- 葡萄牙美洲殖民地（1499-1822年）
- 巴西殖民地（1500-1815 年）

### 殖民地自治化
新大陆主权国家的形成始于 1776 年美国的《独立宣言》。美国独立战争持续到 1781 年初秋的约克镇围城战，这是美国独立战争的最后一次大规模战役，战争于 1783 年结束。1804 年，让-雅克·德萨林领导的起义军在海地革命中击败了拿破仑·波拿巴的法国军队，德萨林在《海地独立宣言》中宣布圣多明各殖民地独立，并将海地更名为 “阿依提”，意为 “群山之国”。
西班牙殖民地在 19 世纪上半叶的西班牙美洲独立战争中赢得了独立。西蒙·玻利瓦尔和何塞·德·圣马丁等人领导了他们的独立战争。尽管玻利瓦尔试图让拉丁美洲的西班牙语地区在政治上保持结盟，但这些地区很快也变得相互独立，并进一步爆发了几场战争，如巴拉圭战争和硝石战争。在葡萄牙殖民地，葡萄牙国王若昂六世的儿子佩德罗一世（又称葡萄牙佩德罗四世）于 1822 年宣布巴西独立，并成为巴西的第一位皇帝。葡萄牙王室在得到补偿后和平地接受了这一事实。

### 奴隶制的影响
在歐洲人殖民美洲之後，奴隸制在新世界的經濟發展中發揮了重要作用。奴隸收穫的棉花、煙草和甘蔗成為美國和加勒比國家的重要出口產品。

## 20世纪——至今

### 北美

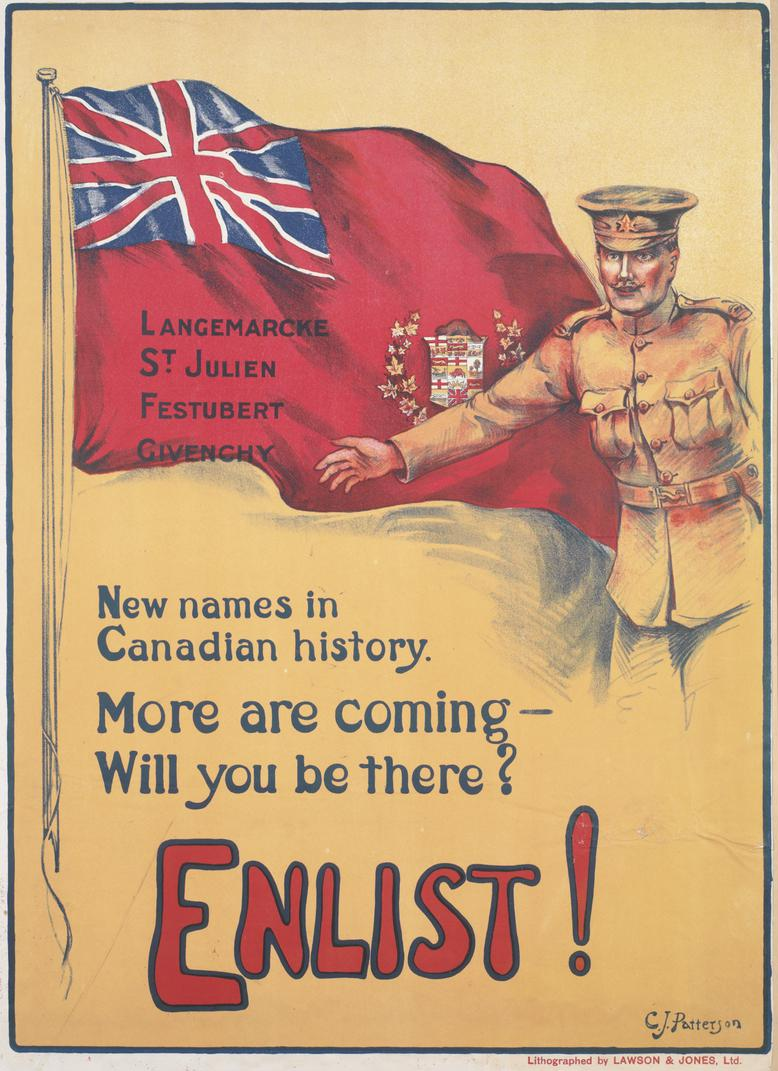
加拿大在第一次世界大战期间的征兵海报

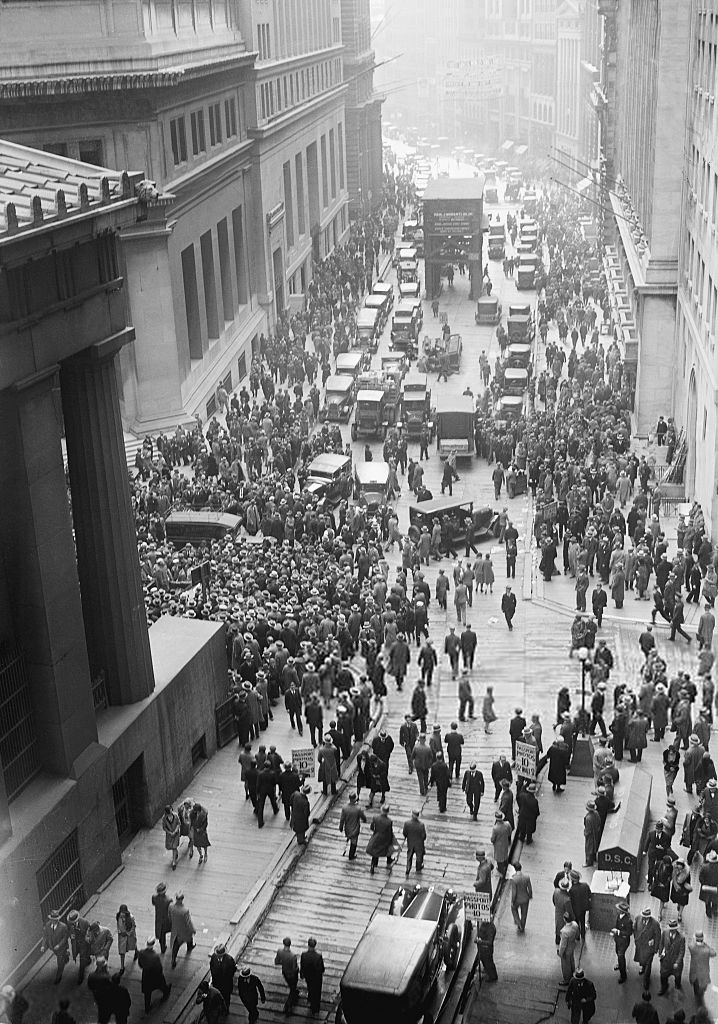
1929年股灾后华尔街聚集的人群

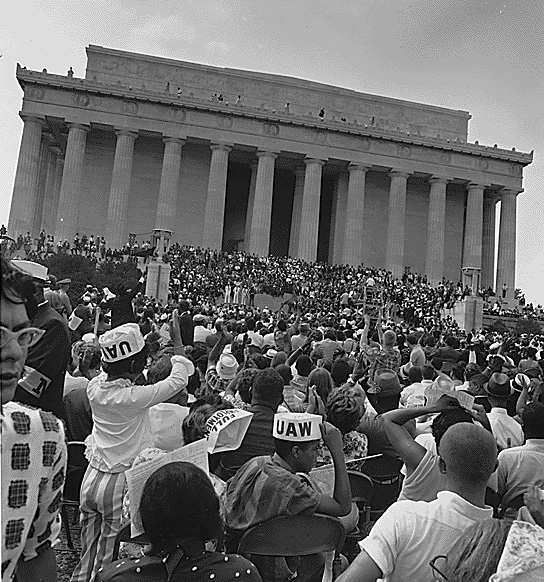
民权运动者在林肯纪念堂前游行，1963年

作为大英帝国的一部分，加拿大在1914年第一次世界大战爆发后立即参战。在战争初期的几次重大战役中，加拿大首当其冲，包括在第二次伊珀尔战役中使用毒气攻击。由于损失惨重，加拿大政府不顾法裔加拿大人的反对，最终实行了征兵制。在1917年的征兵危机中，蒙特利尔街头爆发了暴乱。法裔加拿大人认为他们被迫为一场与自己无关的战争效力，且感到在政策和文化上受到打压。加拿大联邦政府出动军队镇压，造成多人死亡。
1916年7月1日的索姆河战役首日，作为英国自治领之一的纽芬兰，遭受了极为惨重的损失。以纽芬兰皇家兵团为代表的作战部队在当天的第二波进攻中几乎全军覆没。此次战役造成的损失对纽芬兰社会产生了深远的影响。由于纽芬兰当时人口较少，几乎每个家庭都在这次战斗中失去了亲人和朋友。7月1日后来被纽芬兰和拉布拉多省视为纪念日，不仅是加拿大的国庆日，更是缅怀在索姆河战役中牺牲的纽芬兰士兵的日子。
美国直至1917年才以加入协约国参加第一次世界大战，且在1919年巴黎和會中扮演重要的角色。墨西哥没有参战，因为此时墨西哥革命爆发。
20世纪20年代，美国迎来了一个繁荣昌盛的时代，加拿大也不例外。但是1929年的华尔街股灾加上干旱，使美国和加拿大进入了大萧条。1926年到1929年期间，墨西哥爆发了基督战争，这是一场反抗墨西哥政府实行1917年宪法中世俗主义和反天主教的大规模反抗运动。
在第二次世界大战期间，加拿大又一次先于邻国参战，虽然数量不多，但在海外做出了重大贡献，如香港保卫战和不列颠战役。美国的参战使战争胜利的天平向同盟国倾斜。1942年，两艘向美国运输石油的墨西哥油轮在墨西哥湾水域遭到德军袭击并被击沉，即使墨西哥当时保持中立。这一事件导致墨西哥加入战争，向轴心国宣战。战争对欧洲造成的破坏使所有北美国家在世界事务中扮演了更加重要的角色。
在第二次世界大战之后，美国逐渐成为一个超级大国；加拿大从自治迈向独立，拉丁美洲的大部分国家相继从军事独裁进入民主統治。
在冷战期间，美国是西方阵营最为重要的力量，墨西哥和加拿大也是其中一员。在加拿大，魁北克因寂静革命和魁北克民族主义的出现而发生了变化。墨西哥在第二次世界大战之后，经济上获得了极大的发展，重工业化进程和中产阶级壮大，这一时期在墨西哥历史上被称为“墨西哥奇迹”(El Milagro Mexicano)。
20世纪60年代，美国的民权运动结束了吉姆·克劳法，并赋予黑人选民权力，这使得黑人公民自美国重建时期以来首次进入政府高级职位。然而，20世纪60年代中期，占主导地位的新政联盟在种族问题和越南战争的争论中瓦解，保守主义运动开始崛起，曾经占主导地位的自由主义逐渐削弱并瓦解。在这一时期，加拿大由皮埃尔·特鲁多领导。1982年，在他任期结束时，加拿大颁布了一部新宪法，这是加拿大实现其主权完全本国化的最后一步。
加拿大的布赖恩·马尔罗尼主张与美国建立更密切的贸易关系。这促成了1989年1月美加自由贸易协定的签订。墨西哥总统米格尔·德拉马德里和卡洛斯·萨利纳斯分别于20世纪80年代初和80年代末开始实施自由经济战略。然而，墨西哥在1982年陷入债务危机，造成经济严重衰退，比索贬值。美国总统罗纳德·里根试图让美国在外交事务中回归强硬的反共路线，在他的支持者看来，这是为了在国际社会中维护道义上的领导地位，并与苏联抗衡。在美国国内，里根试图通过一系列私有化和减少监管措施来刺激经济。
20世纪90年代，冷战结束，经济持续扩张的时代开始。1994年1月1日，加拿大、墨西哥和美国签署了北美自由贸易协定，建立了世界上最大的自由贸易区。2000 年，比森特·福克斯成为70多年来第一位赢得墨西哥总统选举的非革命制度党候选人。20世纪90年代的乐观情绪被2001年针对美国的 九一一袭击事件打破，该事件促使加拿大对阿富汗进行军事干预，加拿大也卷入其中。不过，加拿大并不支持美国后来入侵伊拉克的行动。
在美国，1980年罗纳德·里根当选后，里根时代的保守国家政策、放松管制和减税政策占据了主导地位。到2010年，政治学家们开始讨论，2008年贝拉克·奥巴马的当选是否代表着里根时代的结束，还是只是对2000年代泡沫经济的反应。这个泡沫经济在2008年破裂，造成了全球金融危机，导致了持续失业的2000年代末期经济衰退。

### 中美
尽管中美洲未能建立持久的政治联盟，但各国领导人曾多次提出统一中美洲的构想。1856年至1857年，该地区成功组建了军事联盟，击退了美国冒险家威廉·沃克的入侵。这一军事联盟的成功标志着中美洲国家在共同防御方面的合作潜力。至今，五个国家的国旗仍保留了中美洲联邦共和国的设计元素，即两条蓝色外带和一条白色内带。哥斯达黎加则较少参与地区一体化，其国旗在1848年进行了重大修改，蓝色条纹加深，并增加了一条双宽内红带，以纪念法国三色旗。
1907年，中美洲法院成立，旨在解决区域内的法律争端和促进法律统一。1960年12月13日，危地马拉、萨尔瓦多、洪都拉斯和尼加拉瓜联合成立了中美洲共同市场。哥斯达黎加由于其经济相对繁荣和政治相对稳定，选择不加入该市场。中美洲共同市场旨在推动区域经济一体化，并通过进口替代政策促进工业化。尽管该市场在初期取得了经济上的成功，但在1969年萨尔瓦多与洪都拉斯之间爆发的足球战争后，该项目被迫中断。
1991年，中美洲议会作为一个咨询机构开始运作，旨在促进区域合作和整合。哥斯达黎加多次拒绝加入该议会，该议会的成员席位来自联盟的四个前成员国以及巴拿马和多米尼加共和国。同年，中美洲一体化体系成立，这标志着中美洲一体化目标渐入佳境，该组织制定了明确的法律基础以避免成员国之间再次发生冲突。虽然中美洲的区域一体化面临挑战，但这些机构和联盟代表了该地区追求合作与统一的持续努力。

### 南美

“光辉道路”武装组织曾经和目前活跃的地区。

在20世纪60和70年代，许多与美国结盟的军事独裁政权在南美洲上台，推翻或取代了阿根廷、巴西、智利和乌拉圭的政府。在兀鹰行动中，这些独裁政权关押了数以万计的政治犯，其中许多人遭到酷刑和杀害，目的是铲除共产主义与苏联的影响，并抑制成员国政府的反对派运动。经济上，这些政权开始转向新自由主义经济政策，并将其行动置于美国冷战时期反对国内颠覆的“国家安全”理论框架之下。
进入20世纪80年代和90年代，秘鲁经历了持续的国内冲突，主要由“图帕克·阿马鲁革命运动”和“光辉道路”两大革命运动引发。尽管革命运动和右翼军事独裁在该地区屡见不鲜，但自20世纪80年代起，南美洲大陆开始经历一波民主化浪潮，目前大多数国家已实现民主统治。虽然腐败问题仍然严重，一些国家经历了总统因丑闻辞职的危机，但文官继任的制度仍基本得以维持。
国际债务问题在这一时期显著突出，阿根廷在21世纪初的债务违约就是一个显著例子。近年来，南美洲各国政府的政治倾向逐渐向左转，智利、玻利维亚、巴西、委内瑞拉等国选出了社会主义领导人，而阿根廷和乌拉圭也出现了左派总统的当选。尽管这些国家政治倾向有所左倾，南美洲整体上仍然维持资本主义经济体系。随着南美洲国家联盟的成立，南美洲开始推进经济一体化进程，并计划实现类似于欧盟的政治一体化。

### 加勒比地区

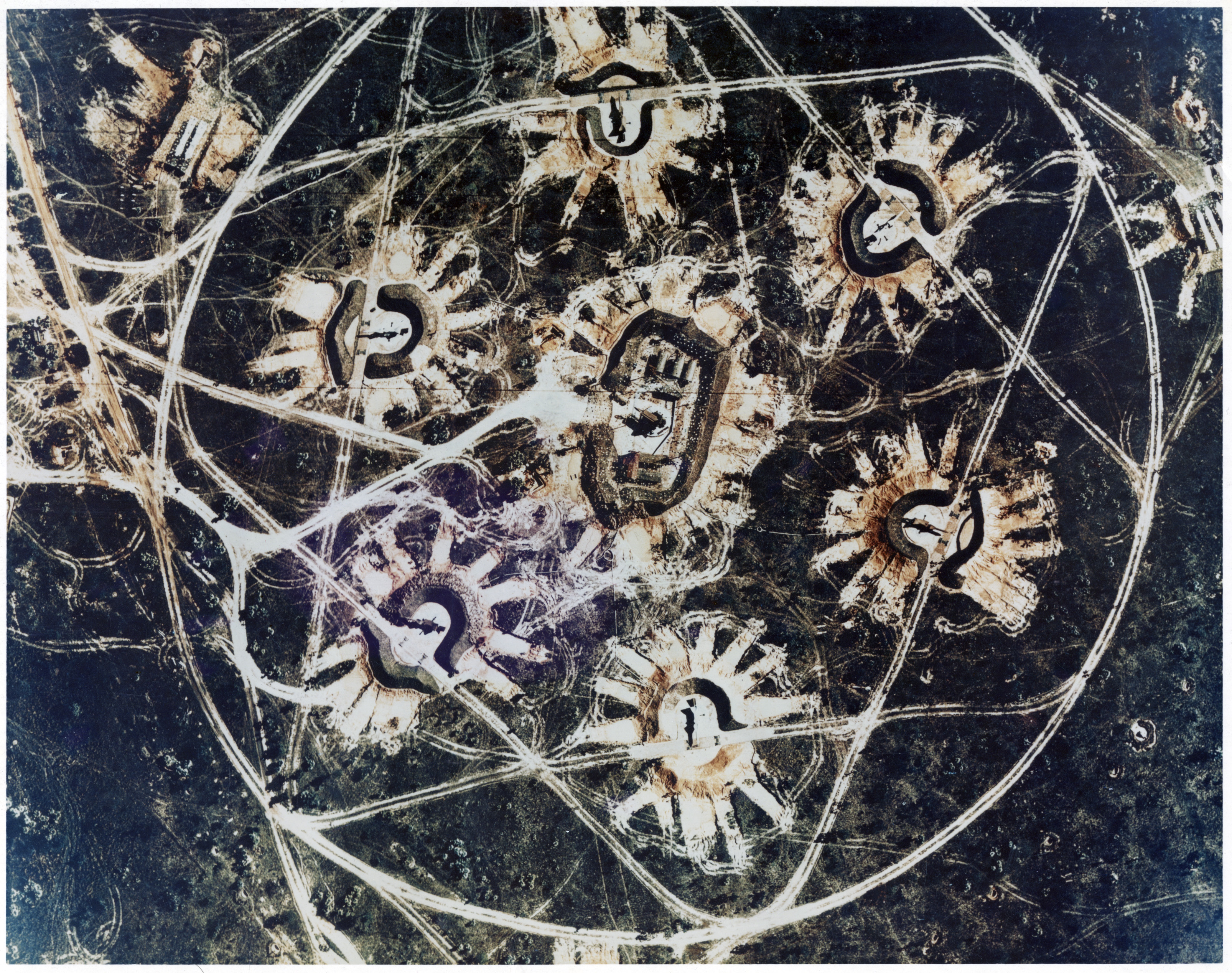
美国侦察兵在古巴拍摄到的 S-75 防空导弹发射场

在20世纪，许多加勒比海地区的岛国，如牙买加和巴巴多斯，成功从英国殖民统治下获得独立。这些新独立的国家逐渐将经济重心转向旅游业和离岸银行业，以促进经济增长和增加外汇收入。旅游业因其自然美景和丰富的文化遗产成为重要经济支柱，而离岸银行业则利用地区的金融隐私政策吸引国际资本。
在冷战期间，加勒比海地区经历了一系列美国的军事干预和外交行动。这些干预包括20世纪初的香蕉战争，美国对加勒比海国家，特别是中美洲国家的经济和政治事务进行了干预。这些行动主要涉及美国公司对当地香蕉产业的控制，影响了地区的经济和政治稳定。虽然这一阶段的干预主要发生在20世纪前半叶，其后续影响贯穿了冷战期间。1962年，古巴导弹危机成为冷战时期最具危机性的事件之一。苏联在古巴部署了核导弹，这引发了美国和苏联之间的严重对峙。美国对古巴实施了海上封锁，阻止苏联进一步运送导弹。此事件几乎引发了核战争，对加勒比海地区的安全形势产生了深远的影响。这些干预和危机加剧了加勒比海地区的地缘政治紧张局势，并影响了各国的外交政策和经济发展。然而，尽管面临这些挑战，加勒比海国家在独立后依然在国际舞台上努力塑造自己的经济和政治未来。